# Тобил
Тоби́л (каз. Тобыл) — місто, центр Костанайського району Костанайської області Казахстану. Адміністративний центр та єдиний населений пункт Тобильської міської адміністрації.
Населення — 28251 особа (2021; 22908 у 2009, 20117 у 1999, 20274 у 1989).
До 2 січня 2020 року місто мало статус селища і називалось Затобольськ.